# Nastus elegantissimus
Nastus elegantissimus là một loài thực vật có hoa trong họ Hòa thảo. Loài này được (Hassk.) Holttum mô tả khoa học đầu tiên năm 1955 publ. 1956.